# Škrile
Škrile (en italien : Scrile) est une localité de Croatie située en Istrie, dans la municipalité de Buje, dans le comitat d'Istrie.